# 내외
내외(內外)는 내적인 것(內)과 외적인 것(外)을 말한다.
내(內)는 내적인 것 또는 내적인 법이라는 뜻으로, 5온 각각이 가지는 과거(過去) · 미래(未來) · 현재(現在) · 내(內) · 외(外) · 추(麤) · 세(細) · 열(劣) · 승(勝) · 원(遠) · 근(近)의 총 11가지의 품류차별 또는 품류, 즉 11품류 가운데 '내'를 말한다.
내적인 것이란 자신 즉 자기의 소의신의 색 · 수 · 상 · 행 또는 식을 뜻한다. 구체적으로 색의 경우에는 5근을 뜻하고, 수 · 상 · 행의 경우에는 의근과 마음작용을 뜻하고, 식의 경우에는 의근과 마음을 뜻한다.
외(內)는 외적인 것 또는 외적인 법이라는 뜻으로, 5온 각각이 가지는 과거(過去) · 미래(未來) · 현재(現在) · 내(內) · 외(外) · 추(麤) · 세(細) · 열(劣) · 승(勝) · 원(遠) · 근(近)의 총 11가지의 품류차별 또는 품류, 즉 11품류 가운데 '외'를 말한다.
외적인 것이란 자신 밖의 모든 것 즉 자기의 소의신 밖의 모든 것에 속하는 색 · 수 · 상 · 행 또는 식을 뜻한다.
구체적으로 색의 경우에는 5경과 법경의 법처소섭색(무표색)을 뜻하고, 수 · 상 · 행 · 식은 법경에서 법처소섭색(무표색)을 제외한 모든 것을 뜻한다.
《구사론》의 설일체유부의 교학에 따르면, 마음, 즉 6식(識)은 아집(我執, ahaṃkāra)의 의지처가 되기 때문에 나[我]라고 가설할 수 있다.
이럴 때,
12처(十二處)의 법체계에서  내적인 것이란 나[我]의 소의(所依)가 되는 가까운 것인 안처(眼處) · 이처(耳處) · 비처(鼻處) · 설처(舌處) · 신처(身處) · 의처(意處)의 6가지 처(處)를 말하며, 이 6가지 처를 6내처(六內處)라 한다.  외적인 것이란 나[我]의 소연(所緣)이 되는 먼 것인 색처(色處) · 성처(聲處) · 향처(香處) · 미처(味處) · 촉처(觸處) · 법처(法處)의 6가지 처(處)를 말하며, 이 6가지 처를 6외처(六外處)라 한다. 6근(六根) · 6경(六境) · 6식(六識)의 측면에서 볼 때, 6내처는 6근과 6식에 해당하고 6외처는 6경에 해당한다. 6식을 6근 가운데 의근에 포함시킨 6근(六根) · 6경(六境)의 측면에서 볼 때, 6내처는 6근에 해당하고 6외처는 6경에 해당한다. 6내처와 6외처라는 용어는 《구사론》등의 부파불교의 교학에서 뿐만 아니라 《유가사지론》 등의 대승불교의 교학에서도 같은 의미로 사용되고 있다.
18계(十八界)의 법체계에서는 내적인 것은 나[我]의 소의(所依)가 되는 가까운 것인 6근(六根)과 6식(六識)을 말하며, 외적인 것은 나[我]의 소연(所緣)이 되는 먼 것인 6경(六境)을 말한다.

## 참고 문헌
- 곽철환 (2003). 《시공 불교사전》. 시공사 / 네이버 지식백과. |title=에 외부 링크가 있음 (도움말)
- 미륵 지음, 현장 한역, 강명희 번역 (K.614, T.1579). 《유가사지론》. 한글대장경 검색시스템 - 전자불전연구소 / 동국역경원. K.570(15-465), T.1579(30-279). |title=에 외부 링크가 있음 (도움말)
- 세친 지음, 현장 한역, 권오민 번역 (K.955, T.1558). 《아비달마구사론》. 한글대장경 검색시스템 - 전자불전연구소 / 동국역경원. K.955(27-453), T.1558(29-1). |title=에 외부 링크가 있음 (도움말)
- 호법 등 지음, 현장 한역, 김묘주 번역 (K.614, T.1585). 《성유식론》. 한글대장경 검색시스템 - 전자불전연구소 / 동국역경원. K.614(17-510), T.1585(31-1). |title=에 외부 링크가 있음 (도움말)
- 세친 지음, 현장 한역, 송성수 번역 (K.618, T.1612). 《대승오온론》. 한글대장경 검색시스템 - 전자불전연구소 / 동국역경원. K.618(17-637), T.1612(31-848). |title=에 외부 링크가 있음 (도움말)
- 운허.  동국역경원 편집, 편집. 《불교 사전》. |title=에 외부 링크가 있음 (도움말)
- (영어) DDB. 《Digital Dictionary of Buddhism (電子佛教辭典)》. Edited by A. Charles Muller. |title=에 외부 링크가 있음 (도움말)
- (중국어) 미륵 조, 현장 한역 (T.1579). 《유가사지론(瑜伽師地論)》. 대정신수대장경. T30, No. 1579. CBETA. |title=에 외부 링크가 있음 (도움말)
- (중국어) 佛門網. 《佛學辭典(불학사전)》. |title=에 외부 링크가 있음 (도움말)
- (중국어) 星雲. 《佛光大辭典(불광대사전)》 3판. |title=에 외부 링크가 있음 (도움말)
- (중국어) 세친 조, 현장 한역 (T.1612). 《대승오온론(大乘五蘊論)》. 대정신수대장경. T31, No. 1612, CBETA. |title=에 외부 링크가 있음 (도움말)
- (중국어) 세친 조, 현장 한역 (T.1558). 《아비달마구사론(阿毘達磨俱舍論)》. 대정신수대장경. T29, No. 1558, CBETA. |title=에 외부 링크가 있음 (도움말)
- (중국어) 호법 등 지음, 현장 한역 (T.1585). 《성유식론(成唯識論)》. 대정신수대장경. T31, No. 1585, CBETA. |title=에 외부 링크가 있음 (도움말)